# Tubenfüllmaschine

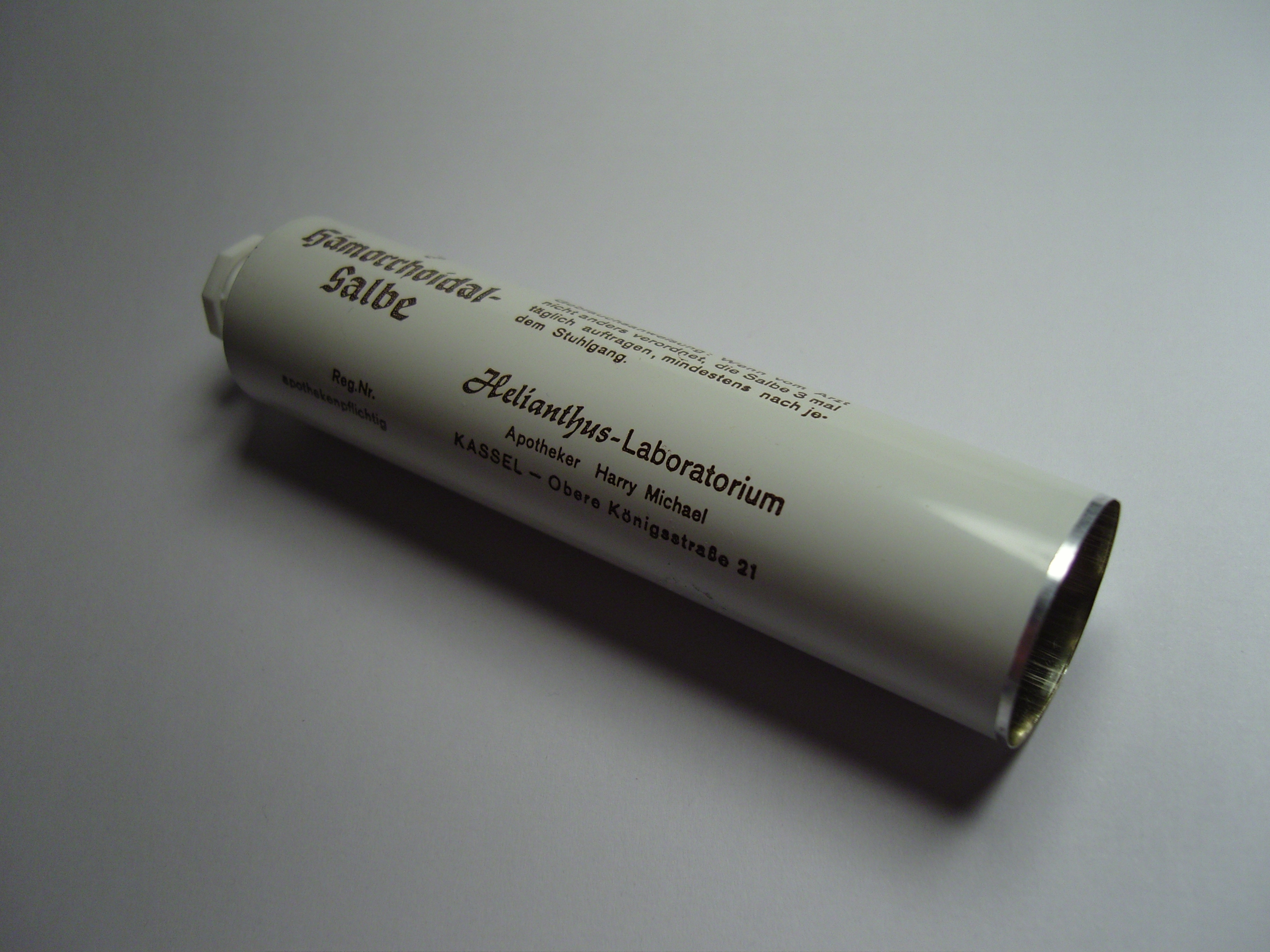
Unbefüllte Tube aus Aluminium

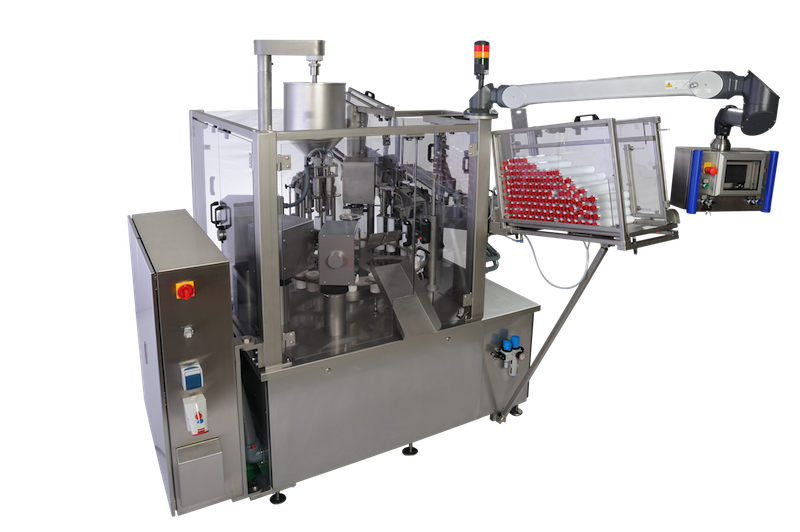
Moderne Tubenfüllmaschine

Die Tubenfüllmaschine (auch Tubenfüller) ist eine spezielle Füllmaschine, mit der beispielsweise kosmetische Produkte im industriellen Sinne in Tuben automatisch abgefüllt werden. Die Unterscheidung in „manuell“, „halbautomatisch“ und „vollautomatisch“ wird anhand der Zuführung der Behältnisse sowie der anschließenden Behandlung der Behälter (reinigen, befüllen, verschließen, kennzeichnen, weiterverarbeiten) getroffen.

## Tubenfüller

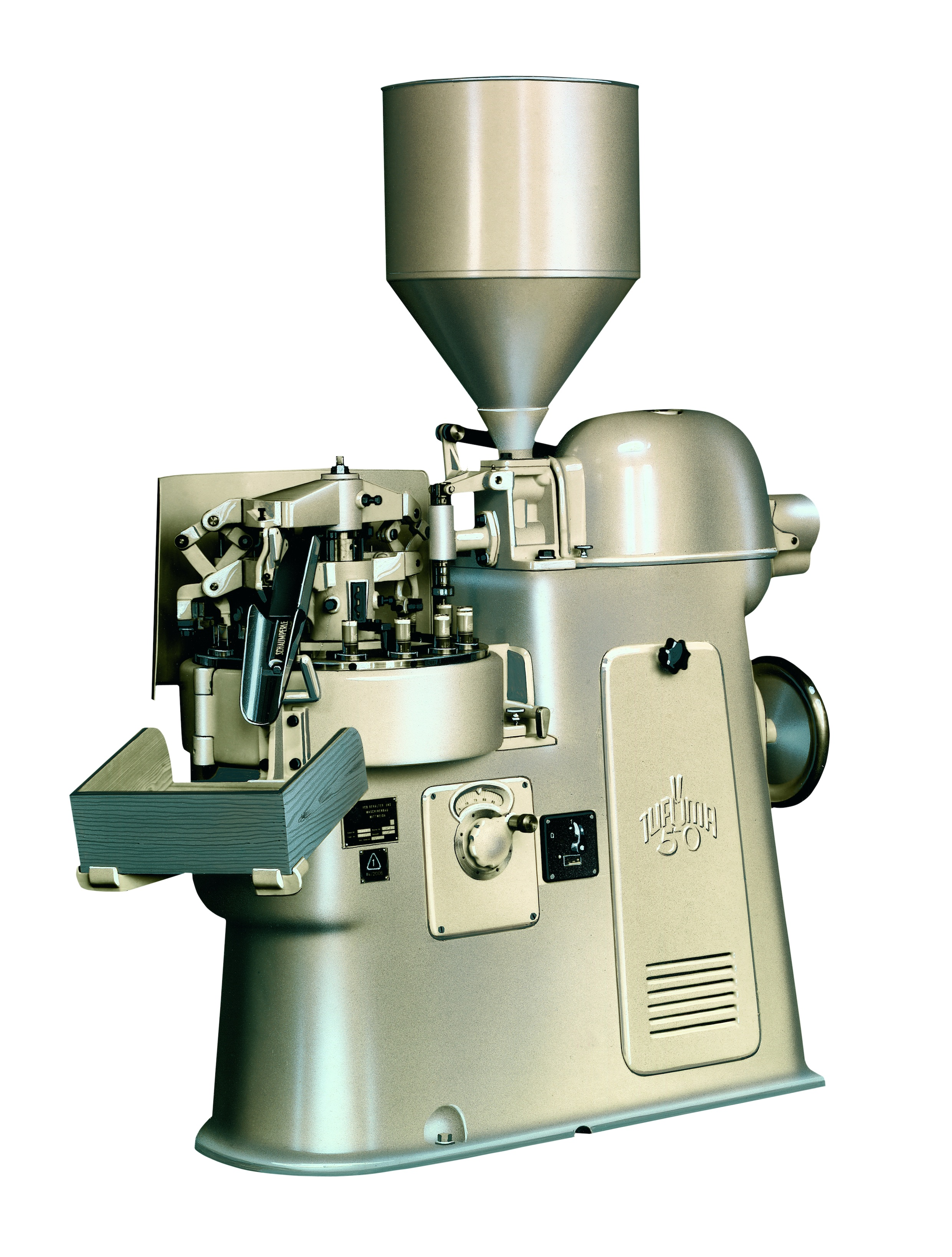
Alte Tubenfüllmaschine aus der DDR (TUFÜMA 50)

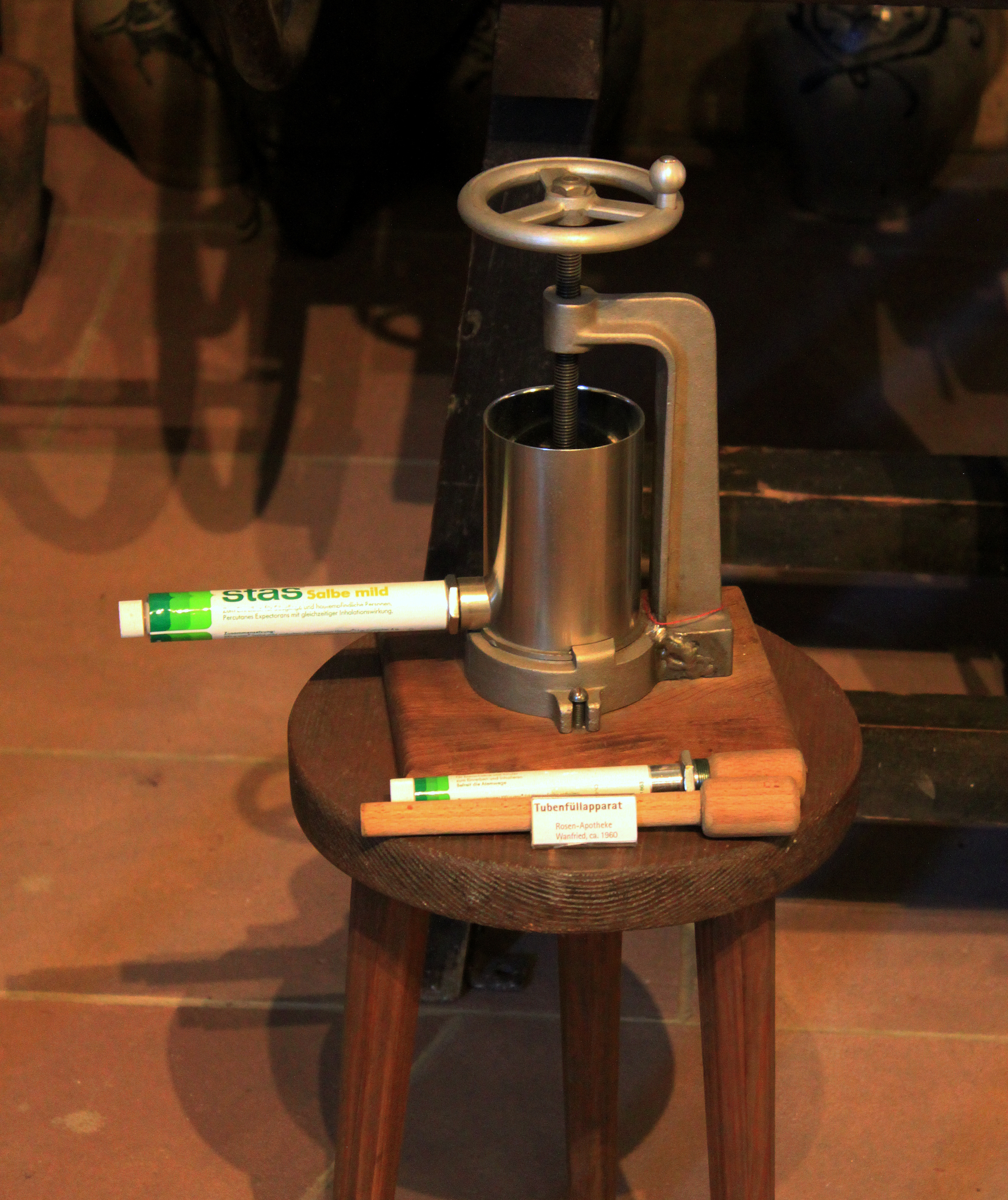
Manueller Tubenfüllapparat, ca. 1960

Tubenfüllmaschinen zum Abfüllen von flüssigen bis viskosen Produkten in Tuben werden schon seit der Jahrhundertwende gebaut. 

### Funktionsprinzipien
Dabei gehören Tubenfüller zu den mechanisch aufwändigen Maschinen, bei denen auf kleinstem Raum unterschiedliche Funktionen vereint werden:
Heutzutage sind vor allem zwei Arten von Funktionsprinzipien zu nennen: der Rundtaktautomat mit einem getakteten Drehteller zum Tubentransport zu den einzelnen Stationen und die Ovalmaschine, bei der die Tuben mit einem Ovalband in Formathaltern geführt werden.

### Baugruppen
Tubenfüllmaschinen sind prinzipiell immer gleich aufgebaut: Bereitstellung des Füllproduktes, Eingabe der Leertuben, Ausrichten nach dem Druckbild, Füllstation, Verschließen, Prägen und Ausgabe. Ergänzende Stationen können Reinigung, Barcode-Leser, Stickstoff-Begasung, Etikettierung und anderes mehr sein. Eine Etikettierung kann auch vorgeschaltet werden. Als Zukunftstechnologie wird das Bedrucken im Thermotransferverfahren direkt vor dem Abfüllen und Verschließen angesehen.

#### Produktbereitstellung
Produkte unterschiedlicher Viskositäten müssen an der Füllstation bereitgestellt werden. Für niedrig viskose und liquide Produkte können Trichter mit unterschiedlicher Ausstattung eingesetzt werden. Zu nennen wären Rührwerk, Doppelwände zum Beheizen oder Kühlen, Niveauregulierung für Füllinhalt. Hochviskose Produkte werden üblicherweise mit einer Auspresseinheit bereitgestellt, die das Produkt mit Druck direkt in die Fülleinheit fördert. Direkte Zuführungen sind auch mittels einer Fasspumpe möglich.

#### Tubenzuführung
Für die Tubenzuführung kommen je nach erforderlicher Leistung die manuelle Eingabe, das Eingabemagazin in Lieferkartongröße, der Zuführelevator mit großem Speicherinhalt oder komplexe Zuführsysteme mit Robotertechnik infrage. In der Regel werden die Tuben dabei aus dem Vorratsbehälter über eine Schurre in ein Aufstellprisma geleitet; die Tuben werden in vom Durchmesser abhängige Halter eingestellt. Bei der Robotertechnik erfolgt eine Direkteingabe mittels eines Handlingsystems.

#### Tubenausrichtung
Vor dem Befüllen werden die Tuben ausgerichtet, um die Tube anschließend so verschließen zu können, dass die Vorderseite auch immer vorn ist. Sichtbar ist die dafür notwendige Markierung (Druck- oder Tastmarke) bei den Kunststofftuben am oberen Ende, die von einem Sensor erkannt und so die Tube in die richtige Position gebracht wird. Bei Aluminiumtuben wird die Markierung aufgrund des Falzens verdeckt.

#### Füllstation
Füllzylinder, Füllkolben, Drehschieber und Füllrohr sind Bestandteile der Füllstation, die auch in beheizter Ausführung gefertigt werden können. Ein komplettes System von Komponenten berücksichtigt die Anforderungen von Heißabfüllungen. An Stelle eines Trichters wird bei Bedarf das Füllgut aus der Fassentleerung über einen Anschlussstutzen direkt an den Drehschieber angeschlossen. Bei bestimmten Anwendungen wird die Füllmaschine über einen Servomotor angetrieben. Die meisten Hersteller heben die Tuben vor dem Befüllen unter dem Füllrohr an, um sie während des Füllvorganges gezielt absenken zu können. Damit kann eine luftblasenfreie Füllung vom Boden aufwärts gewährleistet werden. Schließventile am Füllrohr, gepaart mit einer Abblasvorrichtung gewährleisten eine saubere Füllstrangtrennung am Ende des Füllvorganges.
Für das Füllen der bekannten mehrfarbigen Zahnpasta gibt es zwei verschiedene Verfahren. Bei dem sogenannten Tiefenstreifen-Verfahren werden die unterschiedlichen Farben zu den entsprechenden Anteilen über eine spezielle Mischdüse vom Boden aufwärts gleichmäßig in die Tube gefüllt. Bei dem Oberflächenstreifen-Verfahren wird zuerst die Oberflächenfarbe (ca. 10 %) in den Boden gefüllt. Anschließend wird die Grundfarbe eingefüllt. Das Mischen erfolgt durch eine spezielle Düse, die in der Tube integriert ist.

#### Verschließen
Je nach Material der Tuben werden diese nach dem Befüllen verschweißt (Kunststoff oder Kunststoff-Laminat) oder gefalzt (Aluminium). Beim Verschweißen wird meist die bewährte und hochentwickelte Heißluftechnik angewendet, aber auch neuere Verfahren wie Laser- oder Hochfrequenztechnik kommen zum Einsatz. Besonders italienische Produzenten verwenden noch das veraltete Verfahren der Pressbackentechnik (beheizte Pressbacken pressen die Kunststofftube zusammen), die oft zu sogenannten „Ohren“ an den Enden der Siegelnaht führt.

##### Kunststofftuben mit Heißlufttechnik
Kunststoff- und Laminattuben werden meist mit Heißlufttechnik verschlossen. Der Heißlufterzeuger ist auf der Halterplatte montiert und taucht in die Tube ein, um den Innenrand genau definiert und abgegrenzt zu plastifizieren. Danach folgen die Pressbacken, die die Tube mittels Druck verschließen. Dabei verschmelzen die erwärmten Kunststoffschichten. Gleichzeitig wird meist die Chargennummer und/oder das Verfallsdatum mittels integrierter Zahlentypen erhaben eingeprägt. Vor dem Beschneiden der Siegelnaht werden bei schnellen Maschinengeschwindigkeiten zusätzliche Kühlbacken eingesetzt, um beim Beschneiden ein Fadenziehen des eventuell noch zu warmen Kunststoffs zu verhindern.

##### Schließkopf für Aluminium-Tuben
Mit Falzklappen lassen sich verschiedene Falzformen bei Metalltuben herstellen. Die Falzform bestimmt die Anzahl der Falzstationen. Üblich sind der Doppelfalz, der Dreifachfalz und der Sattelfalz. Entsprechend werden die Tubenlänge, Bedruckung und Steuermarke für die korrekte Ausrichtung festgelegt. Bei beidseitiger Prägung des Falzes (Datum- und Chargennummer) wird meist der Sattelfalz gebildet, indem nach der zweiten Falzung (Doppelfalz) noch einmal in die Gegenrichtung gefalzt wird.

#### Prägung und Schneiden der Tuben
In der Schneidstation wird das optische Ergebnis des Tubenfalzes noch einmal verbessert, indem die Siegelnaht am oberen Ende beschnitten wird. Zusätzlich können auch die Ecken abgerundet oder eine Bogennaht erzeugt werden. In der chemischen Industrie wird oft das sogenannte „Euroloch“ in die Siegelnaht eingestanzt, um die Tuben im Laden an Verkaufsdisplays aufhängen zu können. Die entstehenden Schnipsel werden in einen Auffangbehälter abgesaugt.
Für die Signierung der Tuben stehen Prägewerkzeuge für Aluminium- und Kunststofftuben zur Verfügung, die sich gegeneinander auswechseln lassen. Die ein- und beidseitige Signierung der Tuben kann zwölf und mehr Stellen enthalten.

#### Ausgabe
Die Tuben werden mit dem Falz voran oder mit dem Verschluss voran ausgegeben. Entweder eine Rutsche oder ein Transportband kommt hier infrage. Die Tuben werden oft zu einer weiteren Station geleitet, um sie mit einer Umverpackung zu versehen.